# Friedrich Wagner-Poltrock

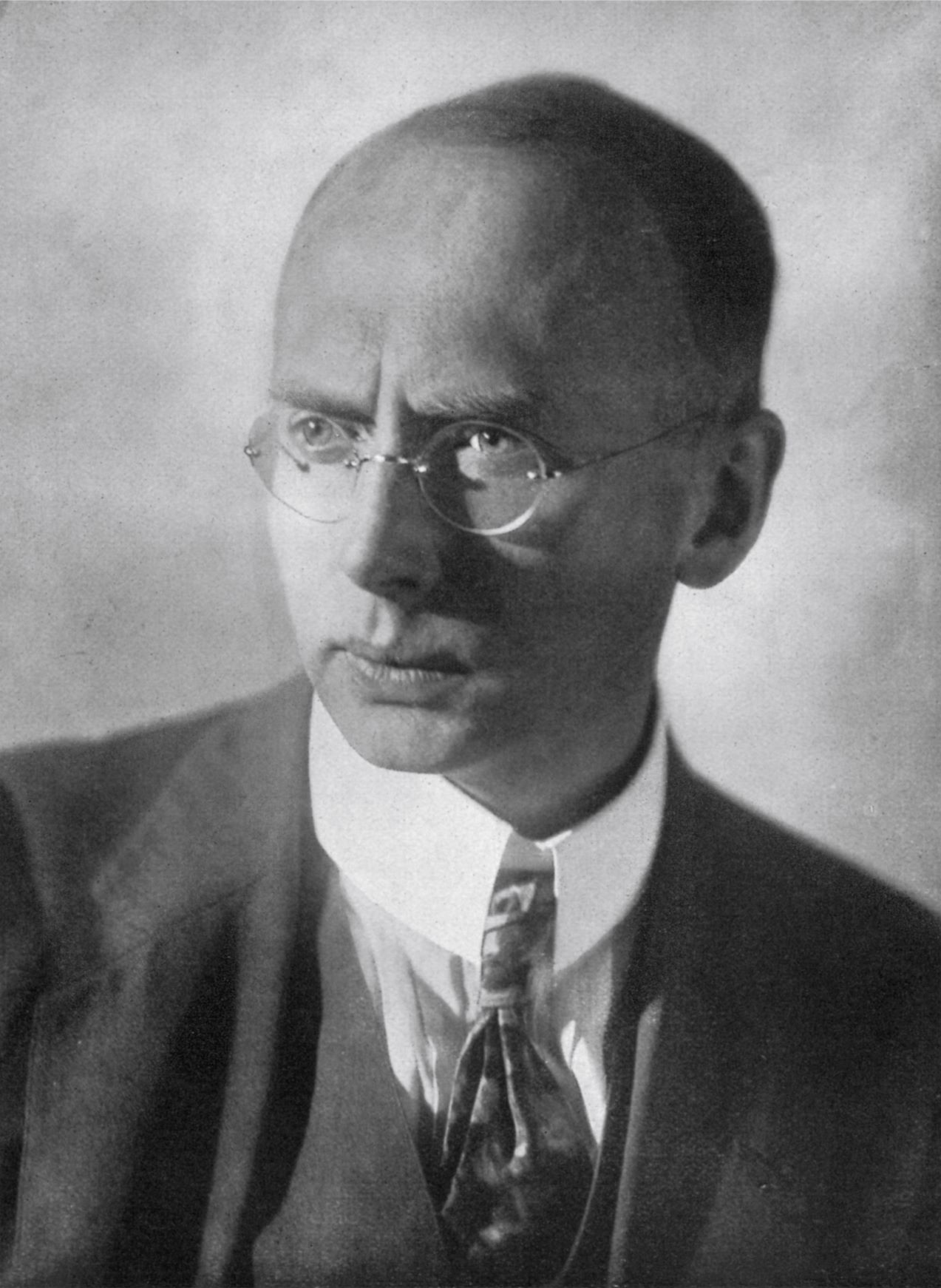
Friedrich Wagner-Poltrock, um 1929

Friedrich Ludwig Martin Wagner, seit Mitte der 1920er-Jahre offiziell Friedrich Wagner-Poltrock, (* 31. Mai 1883 in Marienwerder, Westpreußen; † 4. Februar 1961 in Essen) war ein deutscher Architekt, Baubeamter, Zeichner, Grafiker, Fotograf und Dichter.

## Leben

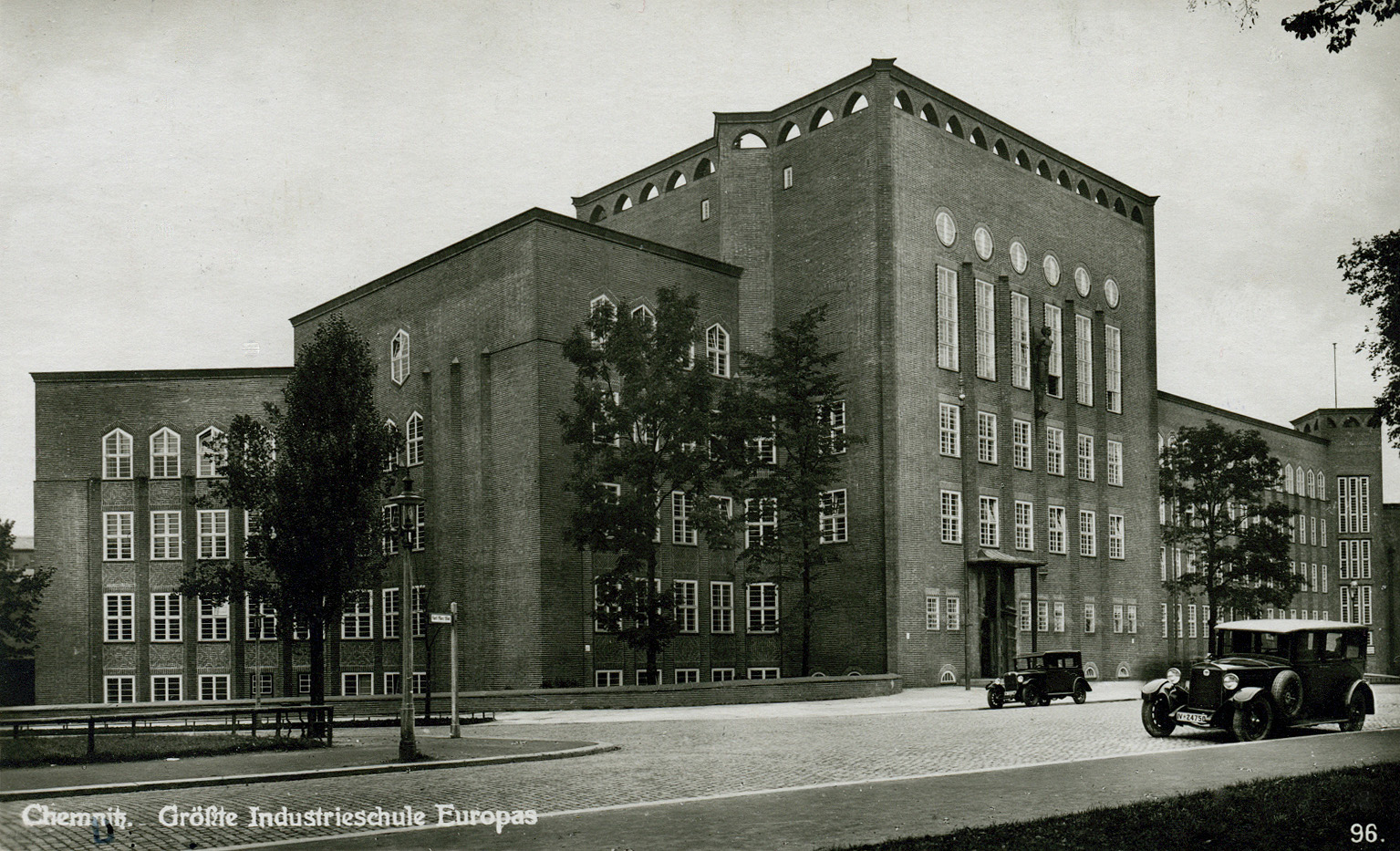
Industrieschule Chemnitz, 1928

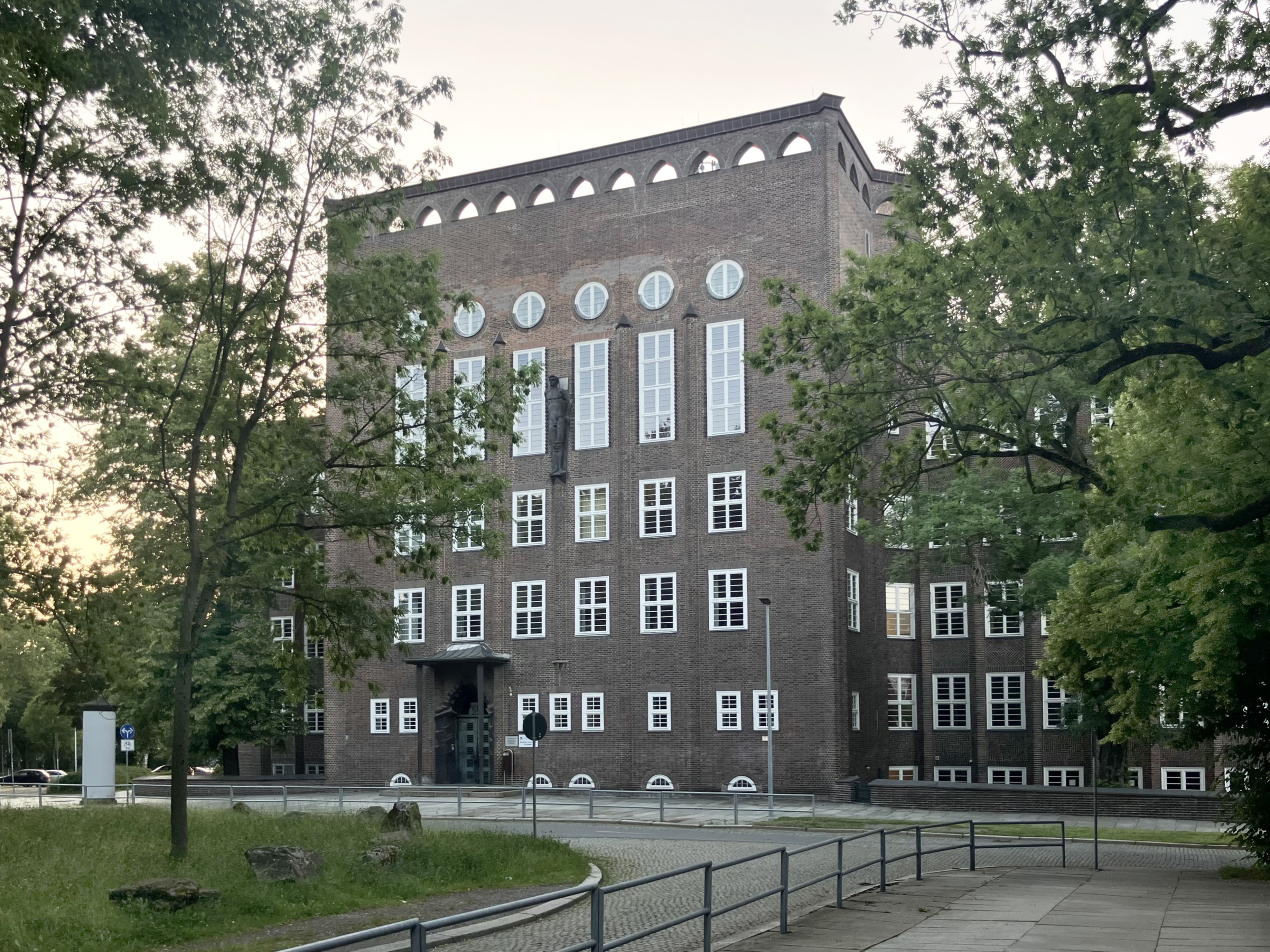
Industrieschule Chemnitz, 2025

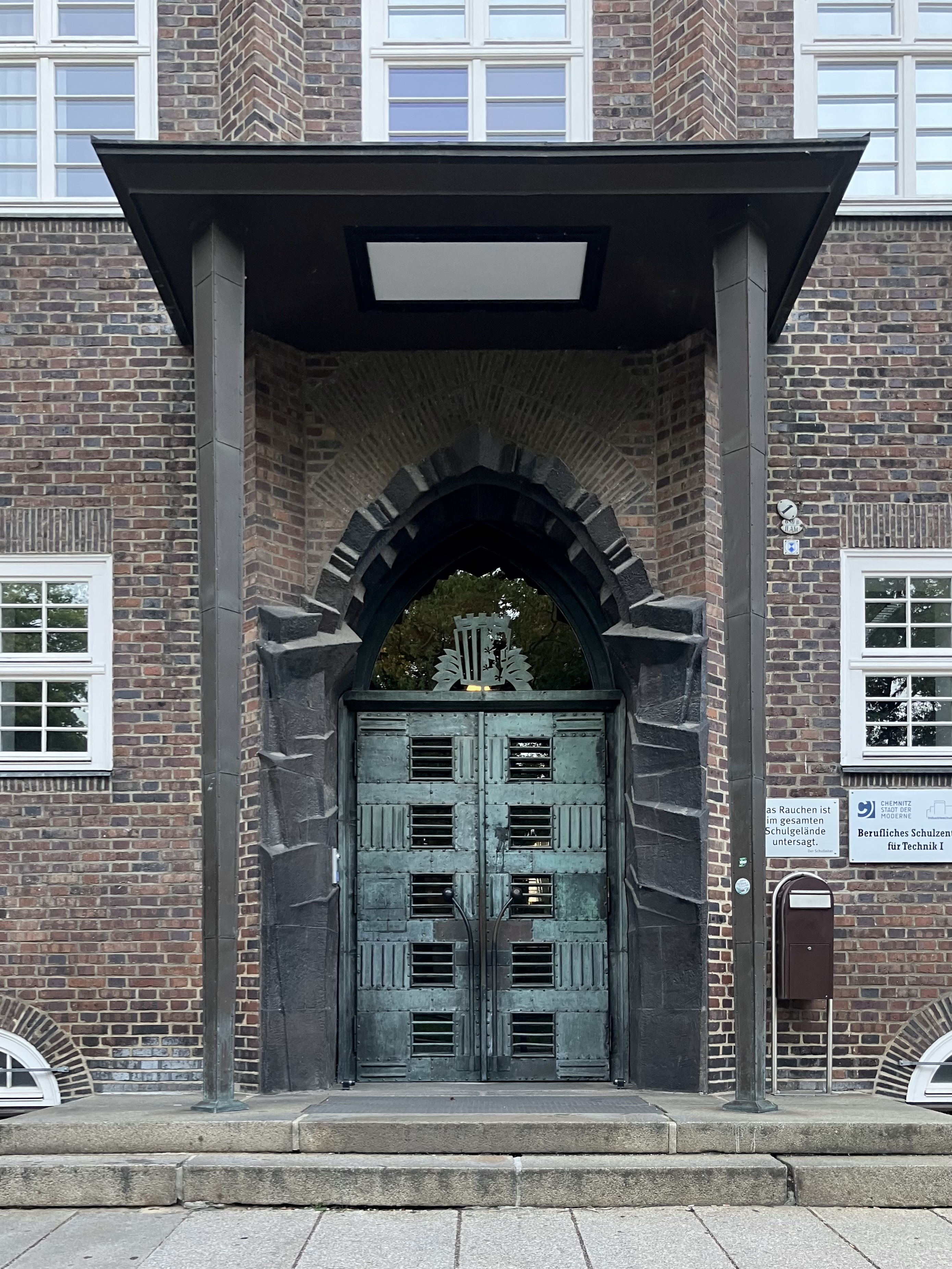
Industrieschule, Portal

Friedrich Wagner-Poltrock, Sohn des Färbereibesitzers Ludwig Wagner und der Gutsbesitzertochter Sidonie Poltrock aus Reddestow (Pommern) besuchte das Gymnasium Marienwerder und absolvierte dann 1902 bis 1909 ein Kunst- und Architekturstudium mit mehreren Stationen. Zunächst studierte er Kunstgeschichte bei Heinrich Wölfflin an der Friedrich-Wilhelms-Universität Berlin und belegte mehrere Architekturfächer an der Technischen Hochschule Charlottenburg. Es folgten sechs Semester Baustudium bei Hans Poelzig an der Akademie Breslau sowie weitere Studiensemester bei Wilhelm Kreis an der Kunstakademie Düsseldorf und bei Paul Bonatz an der TH Stuttgart.
Nach dem Studium arbeitete er ab 1909 zunächst im Düsseldorfer Atelier von Wilhelm Kreis, anschließend bei einer Eigenheimbau-Gesellschaft in Leipzig und im Ministerium für Bauberatung und Städtebau in Stuttgart. 1912 wurde er erster Architekt im Stadterweiterungsamt von Leipzig. Ab 1914 leitete er als Amtsbaurat in der kommunalen Bauverwaltung von Chemnitz das Stadterweiterungsamt und die städtische Bauberatung. 1924 machte er sich in Chemnitz mit einem eigenen Büro selbstständig und wurde in den folgenden Jahren zu einem der wichtigsten Chemnitzer Architekten der Moderne. In seinem Büro, das 1926 bis 1930 im AEG-Gebäude, Theaterstraße 62/64 angesiedelt war, beschäftigte er u. a. die Ingenieure und Architekten Alfred Gerstenberg, Heinz Götze, Dr.-Ing. Laurentius Hinrichsen, Robert Jüttner, Walter Kaulfuß, Friedrich Keller-Niederlenz, Friedrich Langenheim, Karl-Erich Loebell, Herbert Neumeister, Waldemar Nöldechen, Gottfried Ruckdeschel, Hanns Wolfgang Scharre und Max Werner als Mitarbeiter.
1928 war er u. a. neben Heinrich Straumer, Hans Poelzig, Heinrich Tessenow, Max Hans Kühne und Paul Wolf auf der von Wilhelm Kreis und Arthur Lange geleiteten Baukunst-Ausstellung Plan und Werk der Dresdner Künstlervereinigung vertreten. Zudem lehrte er an den Technischen Staatslehranstalten Chemnitz. Neben seiner Architektentätigkeit war er auch als Aquarellmaler und Radierer tätig, verfasste Gedichte und Rätsel.
In der Zeit des Nationalsozialismus geriet er in die internen Auseinandersetzungen um den sogenannten Kameradschaftsbund innerhalb der Sudetendeutschen Partei (SdP). Im September 1933 hatten sich führende Kameradschaftsbund-Mitglieder ohne Wagner-Poltrocks Beisein in dessen Berghütte am Keilberg getroffen, in der sich der mit Wagner-Poltrock bekannte Innenarchitekt und spätere SdP-Mitgründer Heinrich Rutha wiederholt aufgehalten hatte. Im Rahmen der Dresdner Prozesse, bei denen die Nationalsozialistische Deutsche Arbeiterpartei nach Annexion des Sudetengebietes 1938 mit dieser Gruppierung abrechnete, wurde auch Wagner-Poltrock wie viele andere Männer wegen eines angeblichen Verstoßes gegen den § 175 zu einer Haftstrafe verurteilt.
Das Chemnitzer Adressbuch weist ab 1941 für Wagner-Poltrock keinen Büroeintrag mehr auf, während als Wohnung für ihn und seine Frau von 1917 bis 1943/1944 die Adresse Schloßteichstraße 1 verzeichnet ist. Nach Ende des Zweiten Weltkrieges arbeitete Wagner-Poltrock vom Vorort Rabenstein aus weiter in Chemnitz. Dort war er 1951 auf der Mittelsächsischen Kunstausstellung mit der farbigen Pinselzeichnung Zwinger nach Amizerstörung vertreten. Als er öffentlich dem Abriss historischer Bausubstanz widersprach, geriet er in Konflikt mit der DDR, floh 1951 über Berlin nach Westdeutschland und lebte bis 1961 in Essen.
Wagner-Poltrock war seit 1924 Mitglied im Bund Deutscher Architekten (BDA) sowie im Rotary-Club Chemnitz seit dessen Gründung 1929. Dort hielt er u. a. Vorträge über den Baumeister der Augustusburg, Hieronymus Lotter, und das Atlantropa-Projekt des Münchner Architekten Herman Sörgel.
Er war mit Anneliese Wagner-Poltrock (1890–1969), geb. Wildeman, verheiratet, die als Landschafts- und Blumenmalerin sowie Stickerin (Paramente) und Bucheinbandkünstlerin wirkte. Mit ihr hatte er vier Kinder: die beiden Söhne Gundolf und Meinhard sowie die beiden Töchter Brigitte und Gudula.

## Zusatzname Poltrock
Die Ergänzung des Familiennamens zu Wagner-Poltrock diente wohl, vor allem als selbständiger Architekt, der besseren Unterscheidbarkeit von anderen Trägern des Namens Wagner im Baugeschehen, denn in Chemnitz waren außerdem auch Stadtbauinspektor Ludwig Wilhelm Adolf Wagner, genannt Ludwig Wagner-Speyer, sowie Dipl.-Ing. und Reg.-Baumeister Friedrich Otto Wagner (ab 1923 Reg.-Baurat) tätig gewesen. 1924 sind im Chemnitzer Adressbuch sowohl Wagner, Friedrich, Amtsbaurat, leit. Archit. d. Stadterweiterungsamtes (Schloßteichstr. 1) als auch Wagner, Friedrich, Dipl.-Ing, Reg.-Baurat (Helenenstr. 13) verzeichnet. 1925 findet sich dann erstmals der Eintrag: Wagner-Poltrock, Friedrich, Baurat a. D., Architekt.
Seit der im Personenstandsgesetz 1875
festgelegten Unabänderlichkeit der Familiennamen wurden in der Weimarer Republik mit der Verordnung vom 3. November 1919 erstmals Namensänderungen gesetzlich zugelassen. Wagner-Poltrock hatte allerdings bei künstlerischen Arbeiten und als Autor von Aufsätzen schon ab 1909 den Familiennamen mütterlicherseits als Zusatz verwendet, auch weil er sich mit der Poltrock-Familienlinie verbunden fühlte.

## Werk

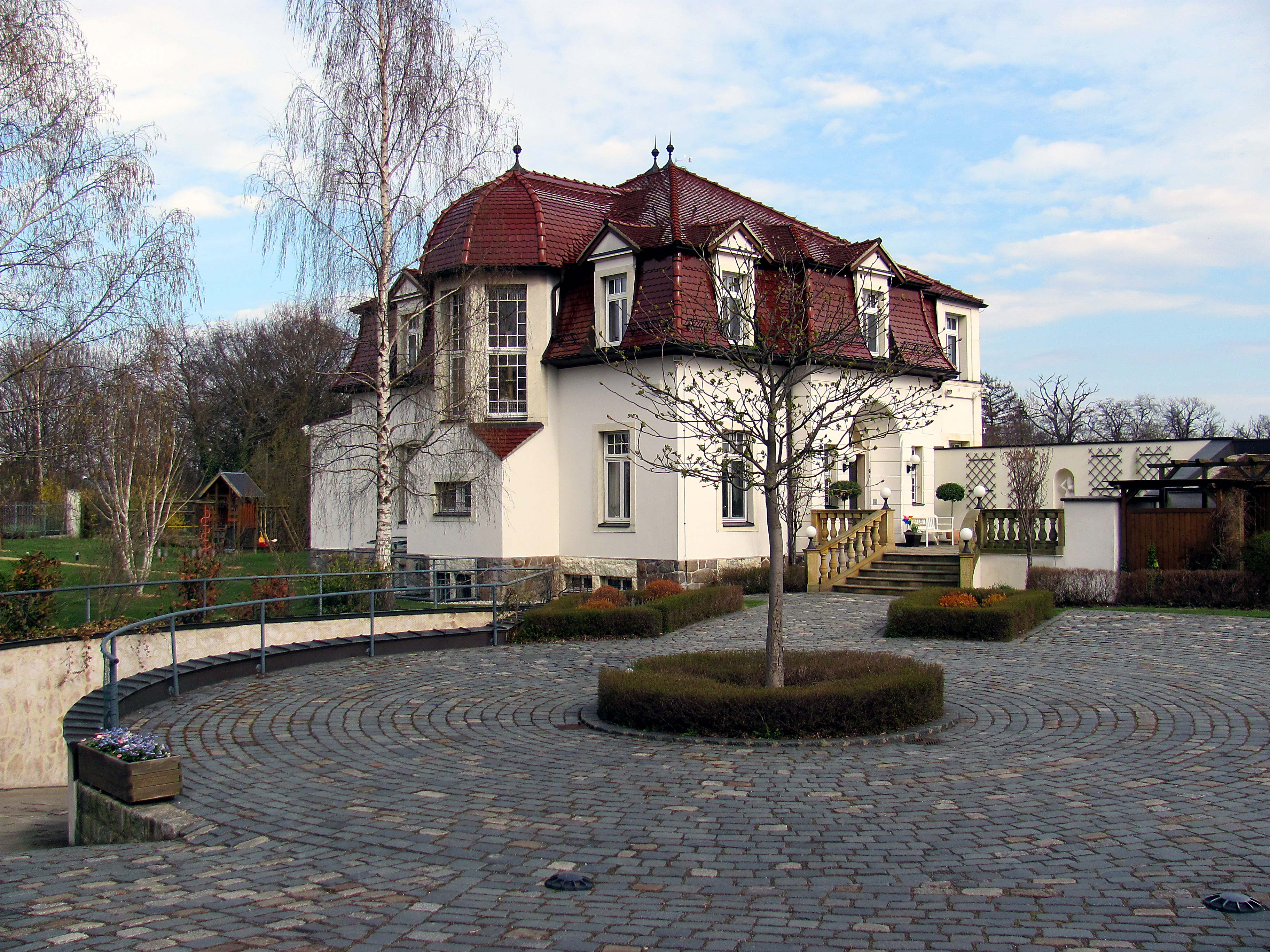
Birkenhof

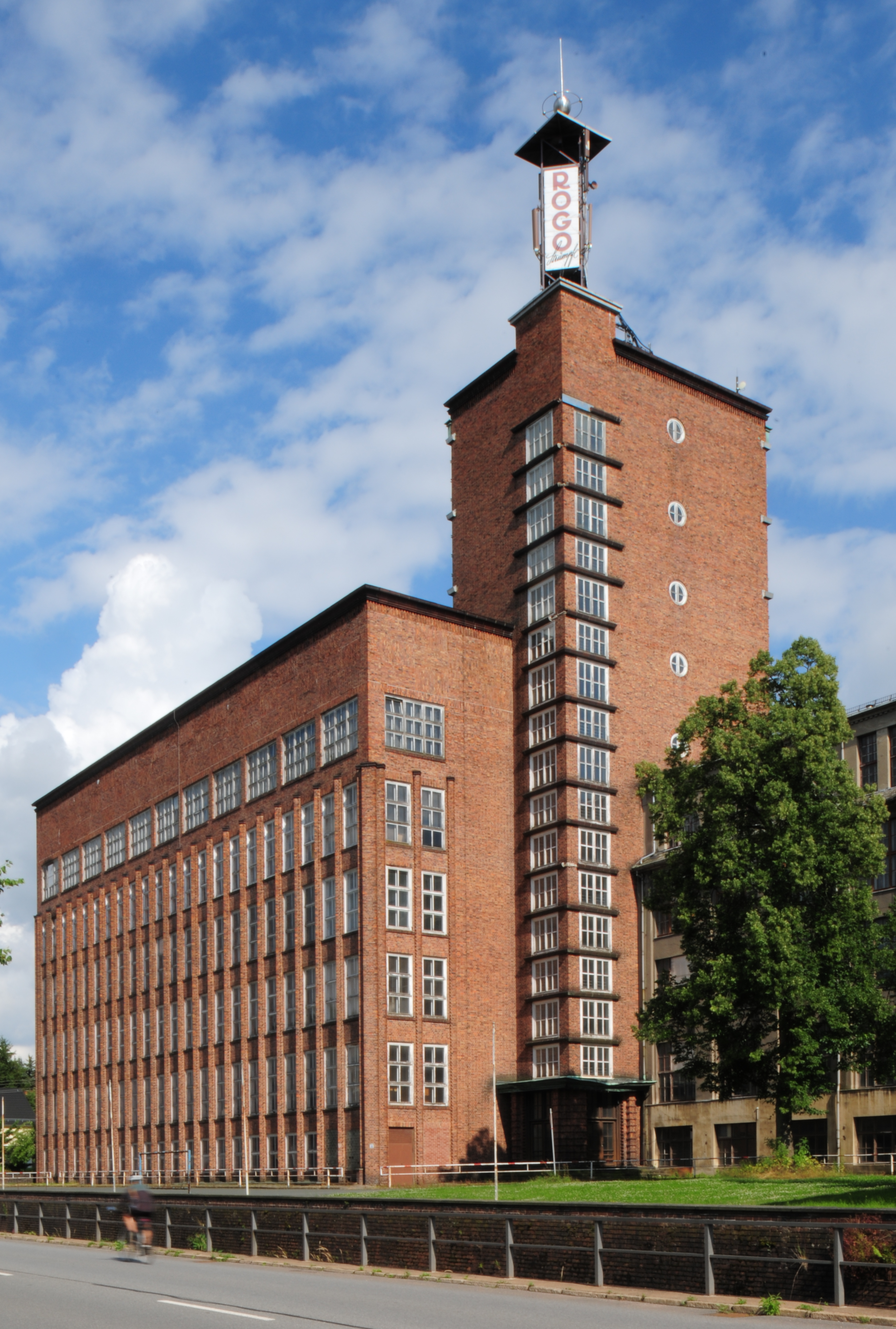
Strumpffabrik Robert Götze AG, Oberlungwitz

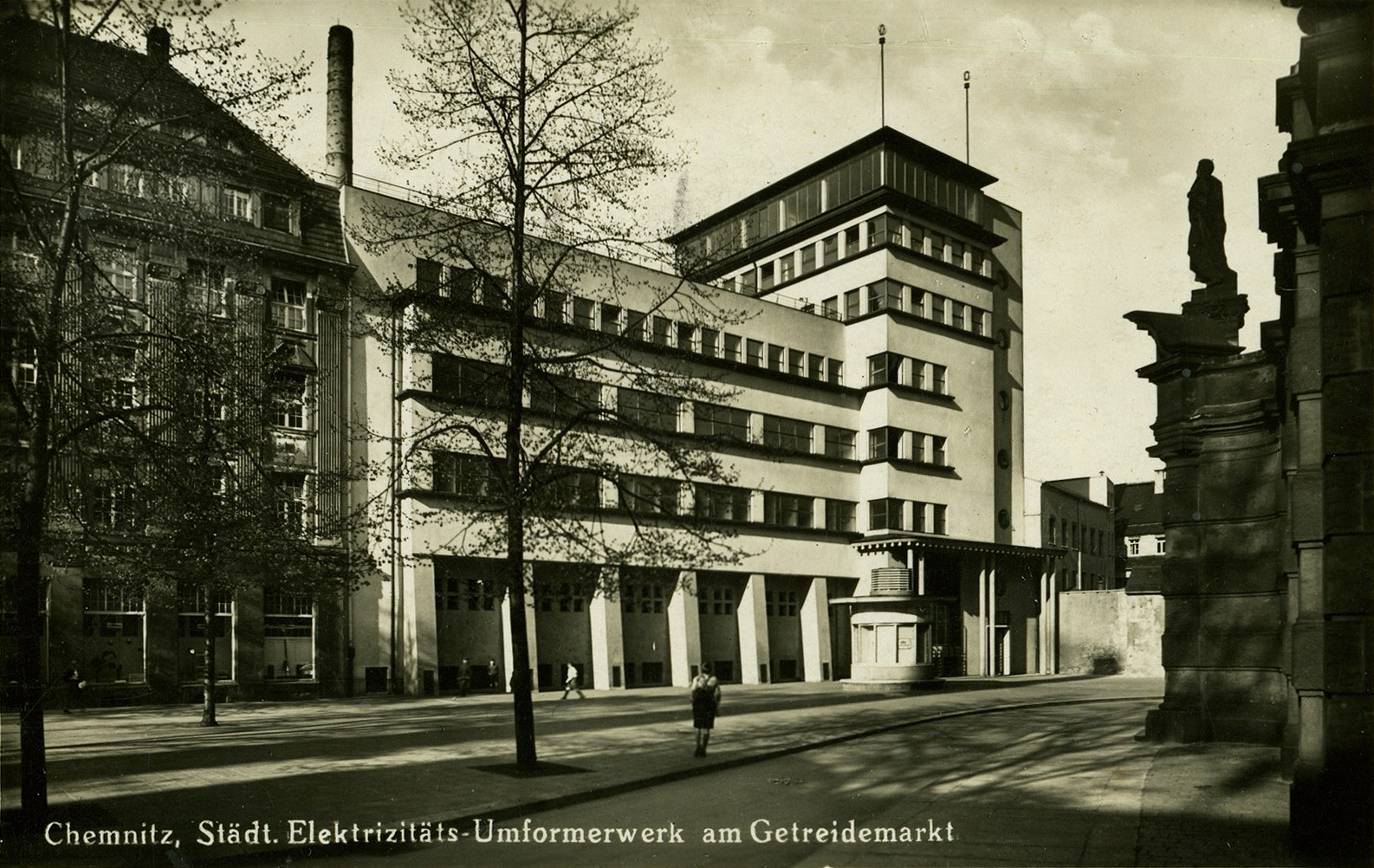
Transformatorenwerk am Getreidemarkt in Chemnitz-Mitte

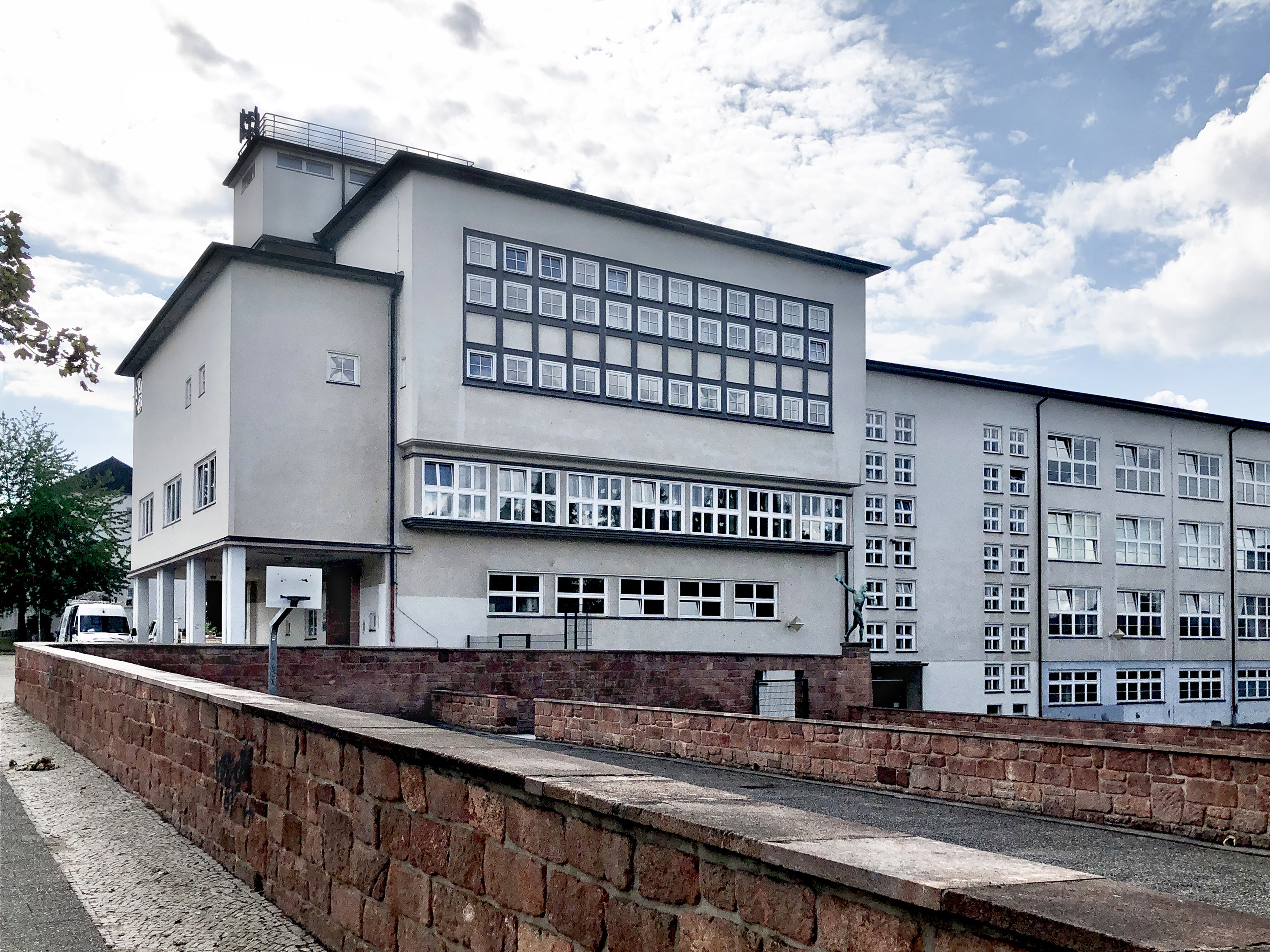
Diesterwegschule Chemnitz-Gablenz, Ansicht von Osten

### Bauten und Entwürfe
- 1921, 1928: Um- und Ausbauten der Villa Birkenhof in Oberlößnitz, heute Radebeul, Spitzhausstraße 28[17]
- 1921: Umbau des Schlosses in Wartenburg an der Elbe für Graf Peter von Hohenthal
- 1923: Haus Poltrock in Marienwerder
- um 1925: Umschaltwerk in Nikolaiken
- 1925: Wettbewerbsentwurf für eine Schule mit Turnhalle in Schwarzenberg-Neuwelt (Erzgebirge) (angekauft, nicht ausgeführt)[18]
- 1925: Wettbewerbsentwurf Hochhaus Dresdner Anzeiger (Mitarbeiter: Robert Jüttner, IV. Preis, nicht ausgeführt)[19]
- 1925–1928: „Industrieschule“ (Berufsschule für die industriellen Berufe) in Chemnitz[20][21]
- 1926–1927: Fabrikgebäude der Strumpffabrik Louis Bahner AG in Gersdorf
- 1927–1929: Fabrikgebäude der Strumpffabrik Robert Götze AG in Oberlungwitz (Entwurf und Ausführung benachbartes Fabrikgebäude der Friedrich Tauscher AG: Luderer & Schröder, Chemnitz)[22]
- 1928: Wettbewerbsentwurf Verkehrs- und Bebauungsplan Zentrum der Stadt Limbach (1. Preis, Mitarbeiter: Dr.-Ing. Friedrich Langenheim)[23]
- 1928–1930: Diesterwegschule in Chemnitz-Gablenz
- 1929: Transformatorenwerk (Umspannwerk) am Getreidemarkt in Chemnitz (heute Jugendherberge „eins“)
- 1929: Wettbewerbsentwurf für ein Großhotel „Hilariushof“ am Theaterplatz in Chemnitz (nicht ausgeführt)
- um 1929/1930: Wettbewerbsentwurf für die Zentralschule in Oberwiesenthal (nicht ausgeführt, Entwurf von Paul Beckert 1930 realisiert)[24]
- 1932: Villa für den Unternehmer Paul Götze in Oberlungwitz (nicht erhalten)
- 1933: Villa für den Unternehmer Otto Götze in Oberlungwitz[25]
- 1933: Wettbewerbsentwurf Kurhotel Radiumbad Oberschlema (nicht ausgeführt, Entwurf von Hugo Koch 1934–1935 realisiert)[26]
- 1934: Wettbewerbsentwurf Kreuzkirche Chemnitz (IV. Preis, nicht ausgeführt, Entwurf von Otto Bartning 1935–1936 realisiert)[27]
- 1934: Wettbewerbsentwurf Amtsgericht Augustusburg (Ankauf, Mitarbeiter: Walter Kaulfuß)[28]
- 1936: Wettbewerbsentwurf für die Handels- und Gewerbeschule in Zschopau (nicht ausgeführt, Entwurf von Paul Beckert 1936–1937 realisiert)[29]
- 1937: Treppenanlage und Pforte zur Muldenbrücke im Schlosspark Waldenburg[30]
- 1948: Vorentwurfsplanung für ein WMW-Erholungsheim in Chemnitz-Borna[31]

sowie viele weitere Wohnhäuser in Chemnitz, Westsachsen, im Erzgebirgsraum und in Westpreußen.
1948, im Alter von 65 Jahren, legt Wagner-Poltrock eine Werkliste mit mehr als 100 Entwürfen und Planungen vor und verweist auf 26 erste Preise in öffentlichen und geladenen Wettbewerben.

### Schriften
- Die Bilder im Hause. In: Bally Nagel (Hrsg.): Bausteine. Eine Sammlung von Aufsätzen. Verlag des Lutherischen Büchervereins, Elberfeld 1909, S. 91–107. (Wagner-Poltrock zeichnete auch den Buchschmuck dieses Bandes, ebenso steuerte er die eingebundenen Fotografien bei.)
- Engelhardts öffentliche Gartenkunst. In: Neudeutsche Bauzeitung, 8. Jahrgang 1912, Heft 37, S. 545 f. (mit Autorenangabe „Friedrich Wagner-Poltrock“)
- Schönherrsche Grundstücke am Küchwald (Plan 607). In: Der Städtebau, 14. Jahrgang 1917, Tafel 31.
- Die Neue Industrieschule in Chemnitz. In: Deutsche Bauzeitung, 63. Jahrgang 1929, Nr. 88 (vom 2. November 1929), S. 755–759.
- Vom Himmel hoch. Schattenschnitte von Friedrich Wagner-Poltrock. Verlag Müller-Bach, Chemnitz o. J. (um 1930).
- Hütte und Welt. Gedichte. Erich Lichtenstein Verlag, Weimar 1932.
- Ein Schock Knackmandeln. Sechzig Rätsel von Friedrich Wagner-Poltrock. Bärenreiter-Verlag, Kassel-Wilhelmshöhe 1935.
- Neunundneunzig Kopfnüsse. Ein deutsches Rätselbüchlein. Erich Matthes Verlagsbuchhandlung, Leipzig / Hartenstein (Sachsen) / Hamburg 1947.